# Hermann Simon von Zastrow
Hermann Simon von Zastrow (* 18. November  1829 in Polzin; † 8. Dezember 1900 in Berlin) war ein deutscher Richter und Abgeordneter in Preußen.

## Leben
Hermann Simon von Zastrow studierte an der Friedrich-Wilhelms-Universität Berlin Rechtswissenschaft. 1847 wurde er Mitglied des Corps Neoborussia Berlin. Nach dem Studium trat er in den preußischen Justizdienst ein. 1867 war er Staatsanwalt in Cottbus. 1871 wurde er Kreisgerichtsdirektor in Genthin und in der Folge Landgerichtsdirektor in Magdeburg. 1883 wurde er zum Präsidenten des Landgerichts Köslin berufen.
Simon von Zastrow saß von 1867 bis 1873 als Abgeordneter des Wahlkreises Frankfurt 1 (Arnswalde, Friedeberg) und von 1879 bis zu seinem Tod 1900 als Abgeordneter des Wahlkreises Magdeburg 3 (Jerichow II, Jerichow I) im Preußischen Abgeordnetenhaus. Am 18. Oktober, durch seine Berufung zum Landgerichtspräsidenten, verlor er sein Mandat, wurde aber am 4. Dezember 1883 wiedergewählt. 1887, 1889–1892, 1894 und 1896/97 gehörte er der Justizkommission an. Er war Mitglied der Fraktion der Konservativen Partei (Preußen).

## Ehrungen
- Nobilitierung (1855)
- Charakter als Geheimer Oberjustizrat
- Ehrenmitglied des Corps Neoborussia Berlin